# 73
El año 73 (LXXIII) fue un año común comenzado en viernes del calendario juliano, en vigor en aquella fecha.
En el Imperio romano, era conocido como el Año del consulado de Domiciano y Cátulo (o menos frecuentemente, año 826 Ab urbe condita). La denominación 73 para este año ha sido usado desde principios del período medieval, cuando el Anno Domini se convirtió en el método prevalente en Europa para nombrar a los años.

## Acontecimientos
- Plinio el Viejo sirve como procurador en la provincia Tarraconense.
- Cerco de Masada. Los romanos toman la fortaleza ubicada a orillas del Mar Muerto, donde se habían refugiado los judíos rebeldes tras la caída de Jerusalén. Los resistente, alrededor de mil, se mataron mutuamente antes de que los soldados romanos penetrasen la fortaleza.[1]
- Domiciano es cónsul.